# Ptuji-tó
A Ptuji-tó egy mesterséges tó Kelet-Szlovéniában, a Dráván, Ptuj városától délkeletre. A tó a legnagyobb mesterséges tó Szlovéniában, melyet 1978-ban hoztak létre, amikor is megépült a Fomin-vízerőmű a Dráván. Manapság a tó a vízerőmű víztározójaként szolgál, ugyanakkor népszerű az evezősök, vitorláshajózók és a horgászok körében is.

## Fordítás
Ez a szócikk részben vagy egészben  a   Lake Ptuj című angol Wikipédia-szócikk ezen változatának fordításán alapul.  Az eredeti cikk szerkesztőit annak laptörténete sorolja fel. Ez a jelzés csupán a megfogalmazás eredetét és a szerzői jogokat jelzi, nem szolgál a cikkben szereplő információk forrásmegjelöléseként.